# Christian Manz
Christian Manz é um especialista em efeitos especiais britânico. Como reconhecimento, foi nomeado ao Oscar 2011 na categoria de Melhores Efeitos Visuais por Harry Potter and the Deathly Hallows – Part 1.